# Barrage de La Gabelle
Barrage de La Gabelle är en dammbyggnad i Kanada.   Den ligger i regionen Mauricie och provinsen Québec, i den sydöstra delen av landet, 250 km öster om huvudstaden Ottawa. Barrage de La Gabelle ligger 28 meter över havet.
Terrängen runt Barrage de La Gabelle är huvudsakligen platt. Barrage de La Gabelle ligger nere i en dal. Runt Barrage de La Gabelle är det tätbefolkat, med 613 invånare per kvadratkilometer.. Närmaste större samhälle är Trois-Rivières, 18,7 km sydost om Barrage de La Gabelle.
I omgivningarna runt Barrage de La Gabelle växer i huvudsak blandskog.